# Myndigheten för familjerätt och föräldraskapsstöd
Myndigheten för familjerätt och föräldraskapsstöd (MFoF) är en statlig kunskapsmyndighet med familjefrågor som uppdrag och barnets bästa i fokus. Myndigheten arbetar bland annat med familjerätt, föräldraskapsstöd och familjerådgivning. Myndigheten verkar också för att internationella adoptioner till Sverige ska ske på ett lagligt och etiskt godtagbart sätt, samt fördelar statsbidrag på uppdrag av regeringen.
Myndighetens målgrupper är yrkesverksamma och beslutsfattare i kommuner, regioner och civilsamhället, samt i allt större utsträckning familjer och individer. Myndigheten vänder sig också till organisationer som vill förmedla internationella adoptioner samt organisationer som samlar adopterade och deras närstående.
Myndighetens arbete omfattar bland annat framtagandet av föreskrifter, allmänna råd, kunskapsstöd och verktyg för frågor om barns vårdnad, boende och umgänge (VBU), föräldraförberedelse, medgivandeutredning och stöd till barn och föräldrar vid internationell adoption samt stöd till föräldrar i föräldraskapet för att främja barnets utveckling och hälsa. Myndigheten ansvarar även för Sveriges officiella statistik om familjerätt och familjerådgivning.
Myndigheten ansvarar dessutom för auktorisation och tillsyn av svenska adoptionsorganisationer för att säkerställa att internationella adoptioner av barn till Sverige sker enligt lag och på ett etiskt godtagbart sätt. Dessutom erbjuder myndigheten samtalsstöd till adopterade och vägledning vid ursprungssökning samt samråder med andra myndigheter och organisationer inom detta område. För internationella adoptioner är myndigheten även centralmyndighet enligt Haagkonventionen om skydd av barn och samarbete vid internationella adoptioner. Myndigheten ska bevaka den internationella utvecklingen på området, samla annan information rörande adoption av utländska barn samt följa områdets kostnadsutveckling. Vidare ska myndigheten fördela statsbidrag till auktoriserade adoptionsorganisationer och riksorganisationer för adopterade.